# Charles Vialatte
Pour les articles homonymes, voir Vialatte.
 (juin 2018).
Si vous disposez d'ouvrages ou d'articles de référence ou si vous connaissez des sites web de qualité traitant du thème abordé ici, merci de compléter l'article en donnant les références utiles à sa vérifiabilité et en les liant à la section « Notes et références ».
Charles Vialatte, né le 17 décembre 1887 à Toulouse et mort le 12 octobre 1973 à Mulhouse, est un médecin et chercheur français.

## Biographie
Médecin militaire issu de l'école du service de santé militaire de Lyon, Charles Vialatte a mené sa carrière dans l'armée française qu'il quittera avec le grade de médecin général en 1958.
Chercheur, membre de la société de pathologie exotique, il est l'élève du docteur Henry Foley, aux côtés duquel il accomplira au Maghreb des travaux de  lutte contre les épidémies et participera avec Henry Foley et Edmond Sergent à la découverte du rôle du pou dans la transmission de la fièvre récurrente mondiale durant les années 1923-1925.
Cité à l'ordre de son régiment durant la Première Guerre mondiale pour sa participation aux combats dans les Balkans dans le cadre de l'armée d'Orient dirigée par le maréchal Franchey d'Esperey, il fait montre d'une autorité et d'un savoir-faire exceptionnels au Maroc, sous l'autorité du maréchal Lyautey dans le domaine de la lutte anti-paludique : il est nommé en 1924 médecin-chef de la lutte anti-paludique pour le Maroc par le ministre de la Guerre.
Il sera ensuite notamment médecin-chef de l'hôpital Bégin à Saint-Mandé puis directeur du service de santé de la 9e division militaire à Châteauroux. Il achèvera sa carrière avec le grade de médecin général du corps de santé militaire.
Promu officier de la Légion d'honneur en 1937, décoré de l'ordre chérifien du Ouissam Alaouite et de l'ordre tunisien du Nichan Iftikar, Charles Vialatte est mort le 12 octobre 1973 à Mulhouse (Haut-Rhin).
Il est l'auteur de plusieurs publications scientifiques, en collaboration avec le docteur Henry Foley, consacrées à la fièvre récurrente mondiale, à la transmission du typhus, à l'iconologie des Rickettsia ainsi qu'à la découverte d'espèces animales et végétales lors d'explorations scientifiques au Sahara publiées par l'Institut pasteur d'Alger.
Une biographie de Charles Vialatte a été publiée en 2000 par son fil, le docteur Henri Vialatte.

## Publications
- Les maladies mentales dans les armées en campagne, Faculté de médecine et de pharmacie de Lyon, 1911 (OCLC 51102354).
- Transmission à l'homme et au singe du typhus exanthématique par les poux d'un malade atteint de fièvre récurrente et par des lentes et poux issus des précédents, avec Edmont Sergent et H. Foley ().
- Aperçus sur la pensée cosmologique de Teilhard de Chardin, Lyon, 1957.